# Tatsuya Shirai
Tatsuya Shirai (japanisch 白井 達也 Shirai Tatsuya; * 5. April 1997 in der Präfektur Kanagawa) ist ein japanischer Fußballspieler.

## Karriere
Shirai erlernte das Fußballspielen in der Schulmannschaft der Funabashi Municipal High School und der Universitätsmannschaft der Kanagawa-Universität. Seinen ersten Vertrag unterschrieb er 2020 bei SC Sagamihara. Der Verein aus Sagamihara spielte in der dritthöchsten Liga des Landes, der J3 League. 2020 wurde er mit dem Verein Vizemeister und stieg in die zweite Liga auf. 2021 belegte man in der zweiten Liga den 19. Tabellenplatz und stieg wieder in die dritte Liga ab. Nach insgesamt 63 Ligaspielen wechselte er zu Beginn der Saison 2023 zum ebenfalls in der dritten Liga spielenden FC Imabari. Am Ende der Saison 2024 wurde er mit dem Verein aus Imabari Vizemeister der dritten Liga und stieg somit in die zweite Liga auf. Nach dem Aufstieg verließ er den Verein und schloss sich im Januar 2025 in Hachinohe dem Drittligisten Vanraure Hachinohe an.

## Erfolge
FC Imabari
- Japanischer Drittligavizemeister: 2024  ▲